# Zeta canaliculatum
Zeta canaliculatum är en stekelart som först beskrevs av Olivier 1791.  Zeta canaliculatum ingår i släktet Zeta och familjen Eumenidae. Inga underarter finns listade i Catalogue of Life.